# Devagar, Não Corra
Devagar, Não Corra (em inglês:  Walk, Don't Run) é um filme estadunidense de 1966, do gênero comédia romântica, dirigido por Charles Walters. 
A trilha sonora é de Quincy Jones, com a colaboração de Peggy Lee que escreveu as canções  "Stay with Me" e "Happy Feet". A música-tema traz Toots Thielmans na gaita e Harry "Sweets" Edison no trompete.[carece de fontes?]
Este é o último filme em que o ator Cary Grant atuou.

## Sinopse
O empresário inglês Sir William Rutland chega a Tóquio mais cedo durante as Olimpíadas. Como nenhum quarto de hotel está vago na cidade, ele resolve ir atrás de um endereço que encontra em um anúncio de aluguel na embaixada britânica em Tóquio. O apartamento é de uma moça inglesa, Christine Easton. Mesmo a contragosto, Christine acaba por ser convencida pelo carismático Rutland e aceitar dividir o lugar com ele. Mais tarde, Rutland conhece Steve Davis, um norte-americano estudante de arquitetura e atleta olímpico, que também não tem onde ficar. William subloca sua parte no apartamento para Davis e Christine se vê forçada mais uma vez a concordar. Depois de várias confusões com um agente russo e o noivo de Christine, Steve parte para a disputa da prova de Marcha Atlética pelas ruas de Tóquio enquanto Rutland o ajuda a iniciar um romance com Christine.  

## Elenco
- Cary Grant ...  Sir William Rutland
- Samantha Eggar ...  Christine Easton
- Jim Hutton ...  Steve Davis
- John Standing ...  Julius D. Haversack
- Miiko Taka ...  Aiko Kurawa